# Charles H. Kaman
Ne doit pas être confondu avec Theodore von Kármán.
Pour les articles homonymes, voir Kaman.
Charles Huron Kaman (né le 15 juin 1919 à Washington D.C. et décédé le 31 janvier 2011 à Bloomfield, Connecticut) est un ingénieur aéronautique américain connu pour ses travaux sur les voilures tournantes dont il est l'un des pionniers dans les années 1940 et pour la compagnie qu'il fonde à l'âge de 26 ans et qui porte son nom Kaman Aircraft Corporation. Il fonde plus tard la fondation Fidelco Guide Dog.

## Biographie
Charles Kaman nait à Washington D.C. en 1919. Son père, né en Allemagne, supervisa la construction de la Cour suprême et de nombreux bâtiments de la capitale. Alors adolescent et passionné d'aviation, il établit des records nationaux de durée pour planeurs lancés à la main. Il rêve de devenir pilote professionnel mais du fait d'une surdité à une oreille il doit renoncer. Il étudie ensuite à la Catholic University of America où il reçoit un Bachelor of Aeronautical Engineering avec la mention  magna cum laude en 1940.
Il trouve alors un poste dans l'unité performance des hélices chez Hamilton Standard. Alors qu'il travaille sur la dynamique des hélices, il fait la connaissance d'Igor Sikorsky qui développe des hélicoptères pour une autre division de United Aircraft. Il travaille alors comme aérodynamicien avec Sikorsky mais très vite il se fait ses propres idées sur le vol vertical. Il développe un nouveau concept de contrôle du rotor basé sur de petits ailerons situés sur le bord de fuite des pales, baptisé « servo-flap ». Il propose aussi un rotor engrenant permettant tout à la fois d'augmenter la portance et de se passer du rotor anticouple. En 1945, à seulement 26 ans, il fonde sa propre société Kaman Aircraft Company dans le garage de sa mère à West Hartford, Connecticut. Il compte développer un nouveau concept de rotor censé rendre les hélicoptères plus stables et plus faciles à piloter. 

Un hélicoptère SH-2F Seasprite de la Navy en 1983.

Le 15 janvier 1947, le premier hélicoptère conçu par Kaman effectue son premier vol, il s'agit du K-125 qui met en œuvre son rotor breveté contrôlé par servo-flaps.
En 1947,Charles H. Kaman travaille avec l'Allemand Anton Flettner devenu chef du bureau d'études de la société Kaman.
Le premier essor de la société intervient en 1948 lorsque l'US Navy commande deux SH-2 Seasprite pour évaluation. Puis en 1951, il innove encore en faisant voler le K-225, le premier hélicoptère motorisé par une turbine à gaz permettant ainsi à l'hélicoptère de devenir plus sûr, plus fiable et plus facile à maintenir en état de vol. Il récidive trois ans plus tard avec le premier hélicoptère bi-turbine et, en 1957, il réalise le premier hélicoptère commandé à distance.
Ces innovations et la réputation de qualité et de performance de ses machines lui permettent de vendre ses machines tant à l'US Air Force qu'à l'US Navy avec notamment le Kaman H-43 Huskie. Cet hélicoptère qui fut utilisé pour des missions de sauvetage pendant les guerres de Corée et du Viêt Nam fut le seul hélicoptère militaire à n'avoir jamais eu d'accident causé par sa conception.
Charles H. Kaman n'est pas seulement ingénieur, il est aussi philanthrope et dans les années 1960, il fonde avec sa femme Roberta, la Fidelco Guide Dog Foundation au travers de laquelle il permet à des centaines de déficients visuels d'acquérir une certaine indépendance.

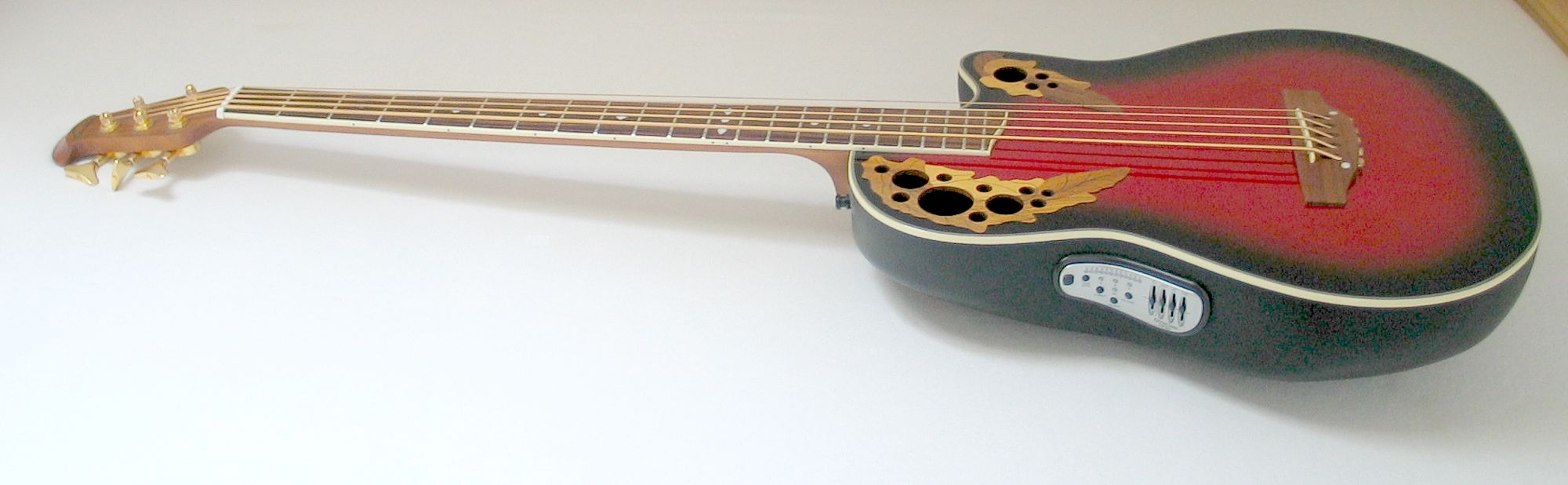
Un basse électro-acoustique Ovation.

À la même période, Charles Kaman, qui est aussi un guitariste accompli, crée Kaman Music, utilisant ses compétences en vibrations et matériaux composites, acquises en construisant des hélicoptères pour construire la guitare à caisse arrondie Ovation.

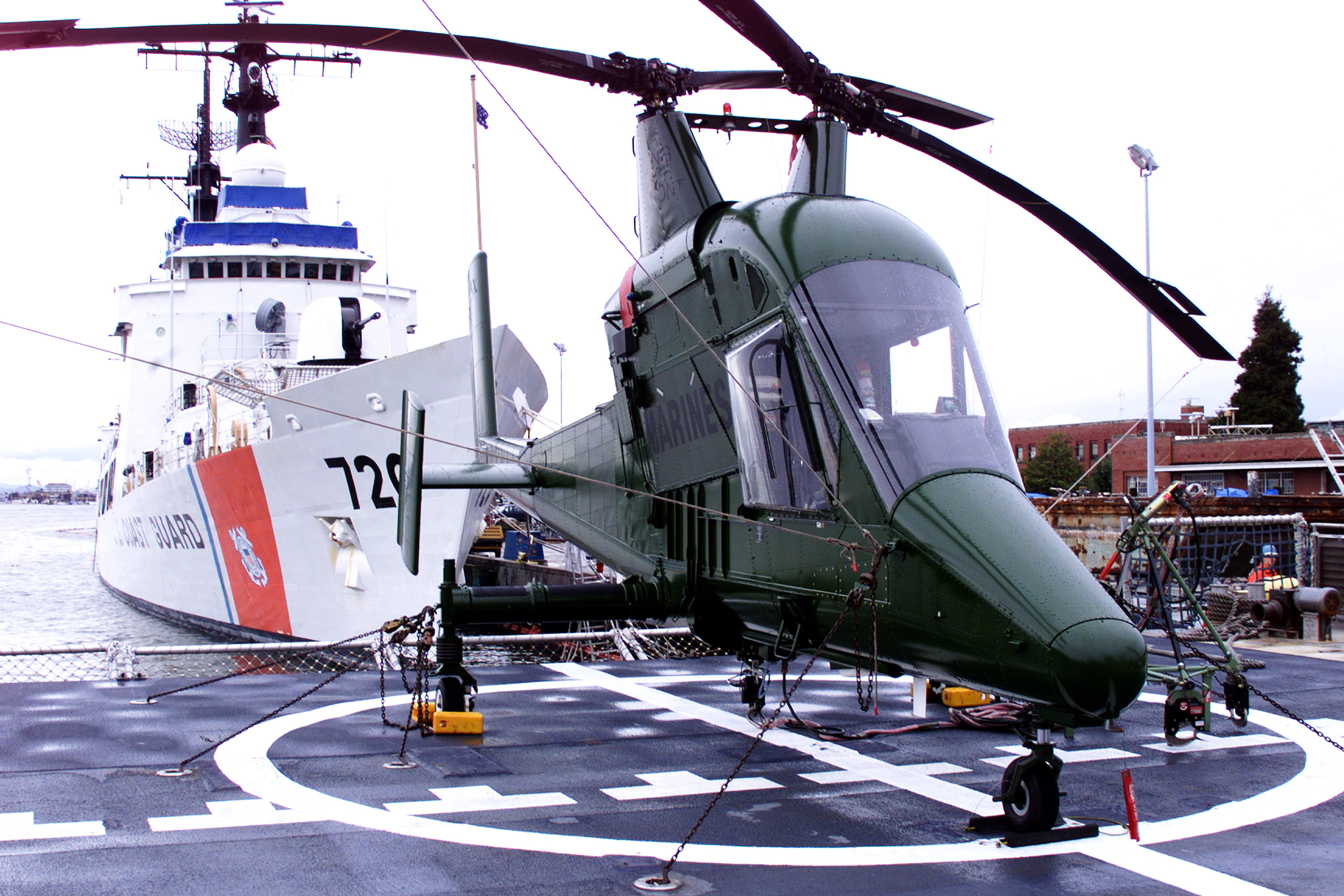
Le Kaman K-Max à rotor engrenant.

En 1994, continuant le développement d'hélicoptères, il conçoit le K-Max, un hélicoptère à rotor engrenant destiné au transport de charges lourdes et répétitives.
Il reste à la tête de la société comme directeur général de Kaman Corporation jusqu'en 1999 et président jusqu'en 2001.
Le 31 janvier 2011, Charles Kaman décède des suites d'une longue maladie chez lui à Bloomfield.

## Famille
Marié une première fois à Helen Sylvander dont il divorce. Il se remarie en 1970 avec Roberta Hallock qui décède en 2010. Il a trois enfants C. William Kaman II, Steven W. Kaman et Cathleen Kaman Wood, trois petits-enfants et 2 arrière-petits-enfants.

## Décorations
Charles Kaman reçut de nombreuses distinctions. En 1950, il est fait membre honoraire de l'American Helicopter Society et de la Royal Aeronautical Society en 1995. La même année il reçoit l'US Department of Defense Distinguished Public Service Medal. En 1996, il est introduit au Hall of Honor of the National Museum of Naval Aviation et reçoit du président Bill Clinton la National Medal of Technology. En 1997, il reçoit le Wright Brothers Award Trophy de la part de la National Aeronautical Society. En 2003, il est introduit au National Inventors Hall of Fame.
Il reçoit aussi la Connecticut Medal of Technology, l'Aviation Week and Space Technology Laurel et la Fleet Admiral Chester W. Nimitz Award.
Il a aussi reçu des doctorats honoraires de l'Université du Connecticut, de l'Université de Hartford dont il fut l'un des membres fondateurs, et de l'Université du Colorado. Jusqu'à son décès, il était président honoraire de la société.